# Лоано
Лоа̀но (на италиански: Loano; на лигурски: Leua, Леуа) е пристанищен град и община в Северна Италия, провинция Савона, регион Лигурия. Разположен е на брега на Лигурско море, на лигурското Западно крайбрежие. Населението на общината е 11 521 души (към 2011 г.).